# Stor-Flomyrtjärnen
Stor-Flomyrtjärnen är en sjö i Ragunda kommun i Jämtland och ingår i Indalsälvens huvudavrinningsområde.